# Oca de bec curt
L'oca de bec curt (Anser brachyrhynchus) és una espècie d'ocell de la família dels anàtids (Anatidae) que cria als llacs de la tundra, estanys, rius tranquils i pantans a Groenlàndia, Islàndia, Spitsbergen, nord-oest de Rússia a la Península de Kola. En hivern migra cap al sud, fins als Països Baixos i Gran Bretanya.

## Noms a Espanya
- Ánsar piquicorto (castellà) - Antzara mokolaber (basc) - Ganso bicocurot (gallec).

En les últimes dècades han augmentat les poblacions; en els llocs favorables, amb menjar regular i llocs per a reposar, pugen a desenes de miliars. Són espectaculars els vols al capvespre vers els llocs de descans, a menys que estiguin menjant tota la nit sota la llum de la lluna. De dia s'alimenten en ramades compactes sobre els camps i a voltes són molt difícils de localitzar. En general són cautes i difícils d'aproximar.

## Trets
- VEU; com la del camperol però menys profunda, un ahng-unk resonant i un wink-wink més agut.
- NIU:Niu entapissat de plomissol en el sol a la tundra i vessants rocoses exposades; 4-6 ous; 1 niuada; juny-juliol.
- ALIMENT: Les grans ramades mengen herba, restes de cereals, parts aèries de remolatxa sucrera, pastanagues i patates.
- Longitud: 64-76 cm.
- Envergadura: 1.37--1.61 m.
- Pes: 2.3-2,7 kg.
- Vida social: Grans Ramades.
- Longevitat: 10--20 anys.
- Estatus: Segur.

## Distribució
Cria a Groenlàndia, Islàndia i Spitzbergen. Es trasllada a la Gran Bretanya i Països Baixos a l'hivern, reposant en grans llacs, estuaris i illes baixes enfront de la costa, menja en aiguamolls, pastures i zones llaurades, prop de la costa. Molt rar en la península Ibèrica.

## Espècies similars
- Oca pradenca, (Anser fabalis)
- Oca vulgar, (Anser anser)Veu de l'Oca de bec curt